# Adenom-Karzinom-Sequenz

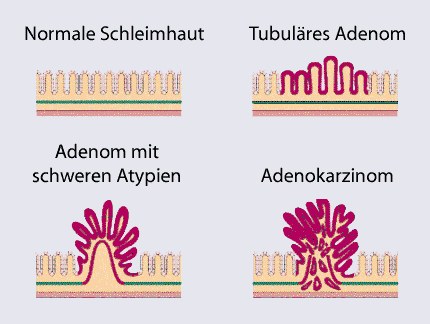
Schema der Adenom-Karzinom-Sequenz nach Vogelstein

Das Konzept der Adenom-Karzinom-Sequenz besagt, dass die überwiegende Zahl der kolorektalen Karzinome (umgangssprachlich: Darmkrebs) über Stufen genetischer Mutationen aus Adenomen hervorgeht. Als ihr Begründer gilt der amerikanische Arzt Bert Vogelstein.
Bewiesen wurde diese Hypothese erst, nachdem ab 1970 die endoskopische Polypektomie (Entfernung von Polypen) aus allen Abschnitten des Dickdarms möglich wurde. Diese Untersuchungen legten die Grundlage für die Vorsorgekoloskopie ab 2002 in Deutschland.
Molekulargenetisch steht an erster Stelle eine Inaktivierung des APC-Tumorsuppressor-Gens durch Mutation oder Gen-Verlust, gefolgt von einer Mutation des K-Ras-Protoonkogens. Im weiteren Verlauf folgen Mutationen des DCC-Tumorsuppressor-Gens sowie die Inaktivierung des p53-Tumorsuppressorgens.